# Koni Store
Koni Store ou Koni é uma rede de franquias de restaurantes fast-food do Brasil que serve pratos e comidas da culinária japonesa, notoriamente variedades de temakis, sashimis e yakissoba.
Foi fundada em 2006 por Michel Jager, Flávio Bergman e Ronnie Markus no Rio de Janeiro e possui mais de 80 lojas no Brasil, além de já ter tido 1 loja em Portugal.
Atualmente faz parte do Grupo Trigo, uma holding brasileira que controla também as redes Gurumê, LeBonton e Spoleto. A Koni Store ganha dinheiro principalmente através de contratos de franquias, royalties de vendas e taxas de publicidade. A fonte de renda das lojas franqueadas é a venda dos pratos elaborados ao consumidor final.

## História

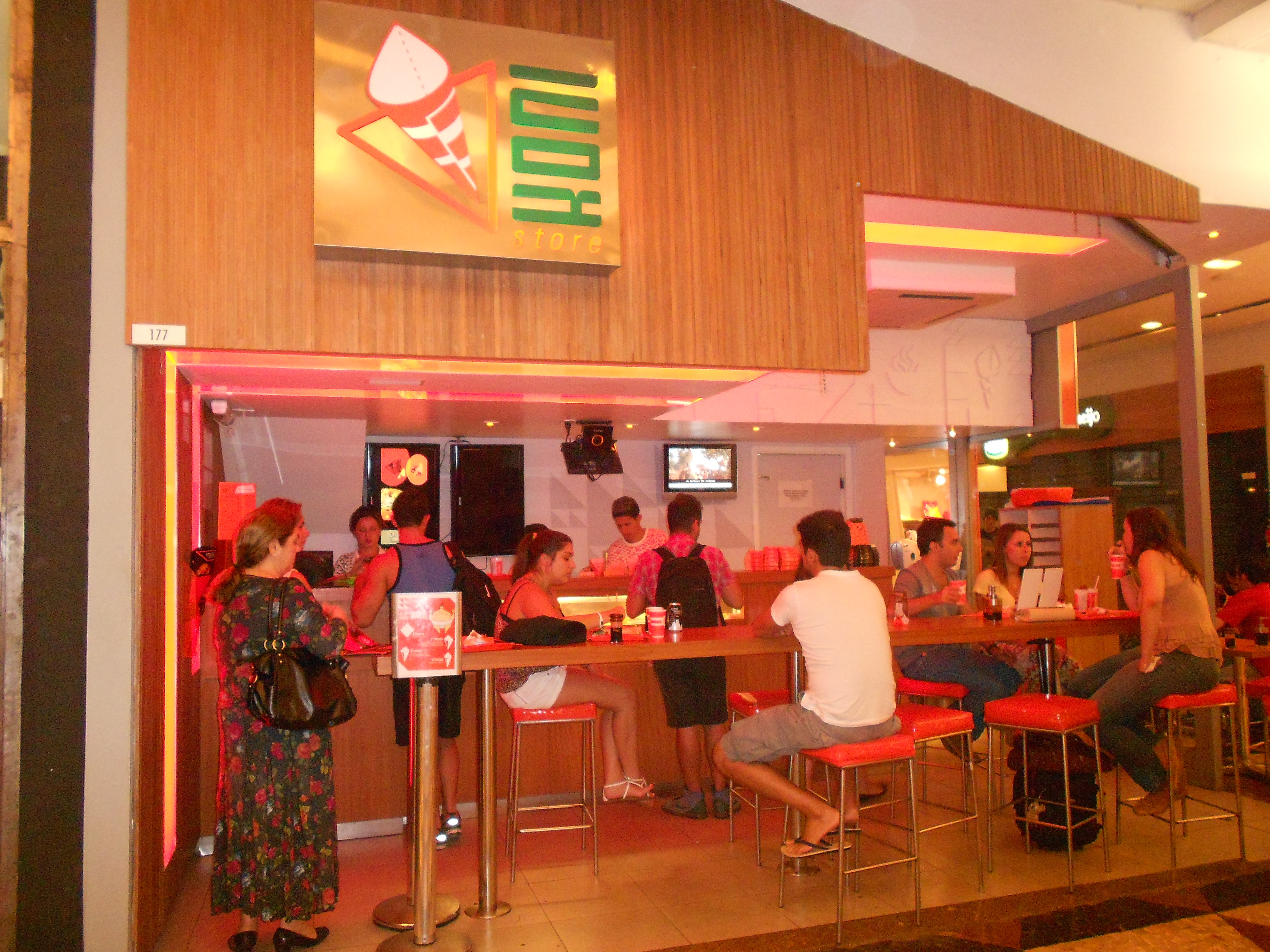
Restaurante Koni Store no Rio de Janeiro.

A Koni foi fundada em 2006 por Michel Jager, Flávio Bergman e Ronnie Markus e a primeira loja foi aberta no bairro do Leblon no Rio de Janeiro.
O foco inicial da rede era a qualidade dos ingredientes e a disseminação da culinária japonesa, principalmente do temaki e de outros pratos rápidos saudáveis orientais. 
No ano seguinte, a empresa inaugurou novas lojas nos bairros de Ipanema e Barra da Tijuca e começou a franquear por interesse de consumidores. Em um ano a rede cresceu para oito lojas e outras assinadas para o próximo ano. 
Em 2009 o Grupo Trigo comprou 80% do negócio e a Koni passou a fazer parte da holding.
Em 2019, a Koni inaugura a primeira loja sob um novo conceito mais ligado a culinária asiática no Rio de Janeiro, incluindo pratos como o pork ban, harumaki de carne de porco e arroz frito no cardápio.